# Paripiranga
Paripiranga – miasto i gmina w Brazylii, w stanie Bahia. Znajduje się w mezoregionie Nordeste Baiano i mikroregionie Ribeira do Pombal.